# Ferrari F2005
Ferrari F2005 je Ferrarijev dirkalnik Formule 1, ki je bil v uporabi v sezoni 2005, ko sta z njim dirkala Michael Schumacher in Rubens Barrichello, dizajnirala sta ga Ross Brawn in Rory Byrne. Po šestih zaporednih konstruktorskih in petih zaporednih dirkaških naslovih je Ferrari ostal brez naslova, dirkalnik F2005  ni bil uspešen, Ferrari pa je osvojil najmanj prvenstvenih točk po sezoni 1995.
Po splošnem prepričanju so bile glavni razlog za Ferrarijevo nekonkurenčnost Bridgestonove pnevmatike, ki so bile močno slabše od Michelinovih, ki so jih uporabljala ostala boljša moštva (Renault, McLaren, Toyota, Williams, BAR, Red Bull Racing in Sauber). Najboljši rezultat sezone je bila dvojna zmaga na Veliki nagradi ZDA, kjer je zaradi nevarnih Michelinovih pnevmatik dirkalo le šest dirkačev, tisti z Bridgestonovimi pnevmatikami (Ferrari, Jordan in Minardi). To je bila Ferrarijeva in Schumacherjeva edina zmaga v sezoni ter Barrichellov najboljši rezultat sezone.
Najboljši Ferrarijevi dirki, ko je nastopalo vseh dvajset dirkačev, sta bili Velika nagrada San Marina in Velika nagrada Madžarske. V Imoli je Michael Schumacher iz le trinajstega štartnega mesta na dirki hitro napredoval do drugega mesta za Alonsom, toda ni mu ga uspelo prehiteti. Na Madžarskem je Michael Schumacher osvojil najboljši štartni položaj in na začetku dirke povedel, toda to je bilo zaradi lažjega rezervoarja z gorivom, zato ga je Kimi Raikkonen uspel prehiteti ob postankih v boksih. Z izjemo omenjenih dveh dirk Ferrari ni bil v boju za zmage in je končal na tretjem mestu v konstruktorskem prvenstvu, Michael Schumacher pa kot tretji v dirkaškem prvenstvu.

## Popolni rezultati Formule 1
(legenda) (Odebeljene dirke pomenijo najboljši štartni položaj)
| Leto | Moštvo  | Motor       | Gume | Dirkača            | 1   | 2   | 3   | 4   | 5   | 6   | 7  | 8   | 9   | 10  | 11 | 12  | 13  | 14  | 15  | 16  | 17  | 18  | 19  | Toč | Prv. |
| ---- | ------- | ----------- | ---- | ------------------ | --- | --- | --- | --- | --- | --- | -- | --- | --- | --- | -- | --- | --- | --- | --- | --- | --- | --- | --- | --- | ---- |
| 2005 | Ferrari | Ferrari V10 | B    |                    | AVS | MAL | BAH | SMR | ŠPA | MON | EU | KAN | ZDA | FRA | VB | NEM | MAD | TUR | ITA | BEL | BRA | JAP | KIT | 100 | 3.   |
| 2005 | Ferrari | Ferrari V10 | B    | Michael Schumacher |     |     | Ret | 2   | Ret | 7   | 5  | 2   | 1   | 3   | 6  | 5   | 2   | Ret | 10  | Ret | 4   | 7   | Ret | 100 | 3.   |
| 2005 | Ferrari | Ferrari V10 | B    | Rubens Barrichello |     |     | 9   | Ret | 9   | 8   | 3  | 3   | 2   | 9   | 7  | 10  | 10  | 10  | 12  | 5   | 6   | 11  | 12  | 100 | 3.   |